# Russy (Calvados)
Russy ist eine Ortschaft und eine ehemalige französische Gemeinde mit 169 Einwohnern (Stand: 1. Januar 2022) im Département Calvados in der Region Normandie. Sie gehörte zum Arrondissement Bayeux sowie zum Kanton Trévières.
Mit Wirkung vom 1. Januar 2017 wurden die früheren Gemeinden Sainte-Honorine-des-Pertes und Russy zu einer Commune nouvelle mit dem Namen Aure sur Mer zusammengelegt und üben in der neuen Gemeinde den Status einer Commune déléguée aus. Der Verwaltungssitz befindet sich im Ort Sainte-Honorine-des-Pertes.

## Lage
Sie grenzte im Nordwesten an Colleville-sur-Mer, im Norden an Sainte-Honorine-des-Pertes, im Nordosten an Port-en-Bessin-Huppain (Berührungspunkt), im Osten an Étréham, im Süden an Mosles und im Westen an Surrain. Die Bewohner nennen sich Russiens.

## Bevölkerungsentwicklung
| Jahr      | 1962 | 1968 | 1975 | 1982 | 1990 | 1999 | 2008 | 2016 |
| --------- | ---- | ---- | ---- | ---- | ---- | ---- | ---- | ---- |
| Einwohner | 131  | 123  | 136  | 156  | 147  | 156  | 173  | 196  |

## Sehenswürdigkeiten
- Kirche Saint-Éloi, Monument historique

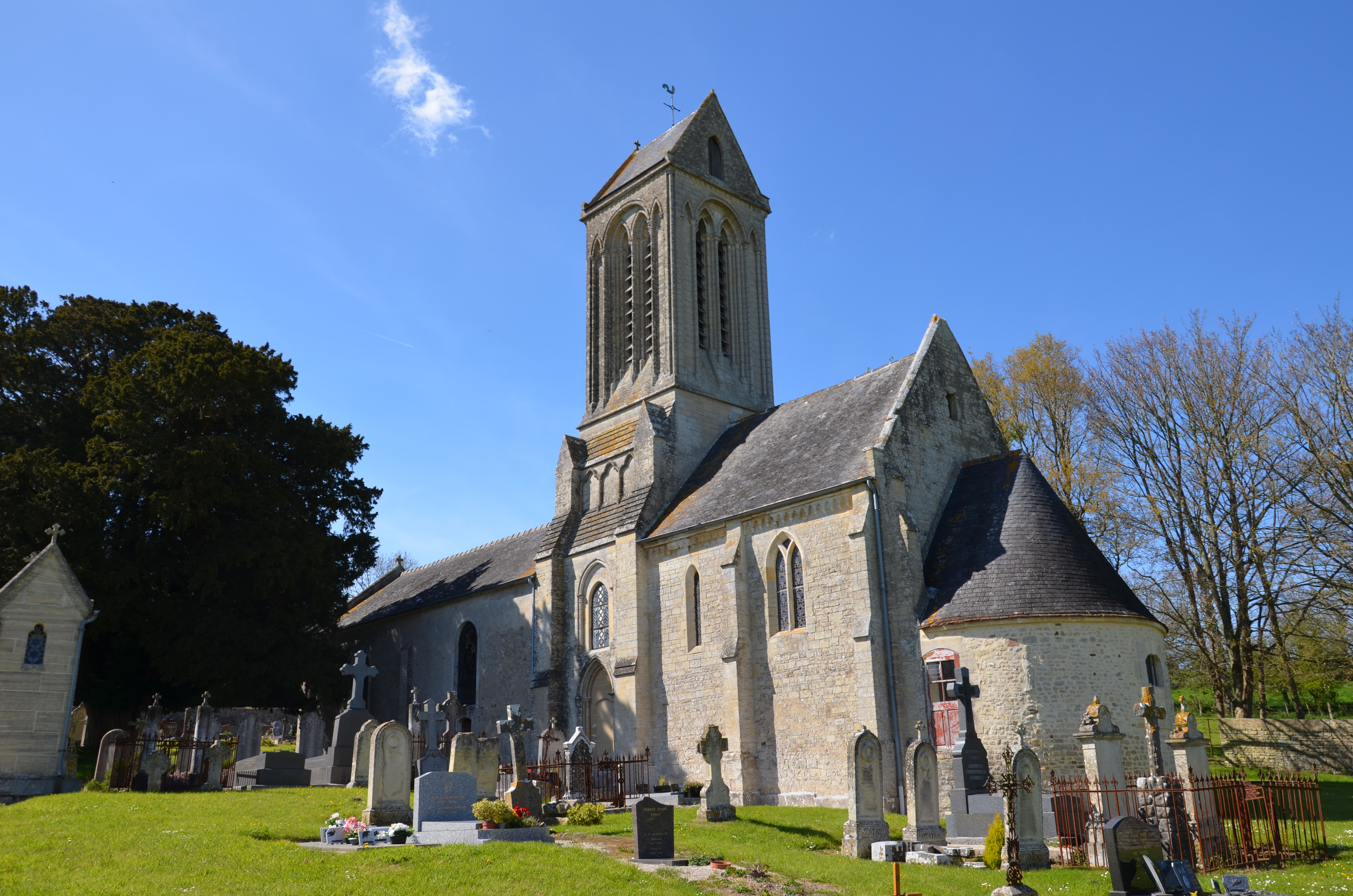
Kirche Saint-Éloi